# 渡辺寒鴎
渡辺寒鷗（わたなべ　かんおう、1931年12月6日 - 2009年2月1日）は、日本の書家、漢詩作家、刻字作家。山梨県出身。妻は日本刻字協会常任理事の渡邉静湖、息子に声楽家の渡辺文智（テノール）がいる。